# Sgt. Pepper’s Lonely Hearts Club Band
A Sgt. Pepper’s Lonely Hearts Club Band (magyarul Bors őrmester Magányos Szívek Klubjának zenekara, de gyakran csak Bors őrmesterként hivatkoznak rá) a Beatles nyolcadik albuma. Neves kritikusok és rajongók egybehangzó véleménye szerint a zenekar magnum opusa és minden idők legnagyobb hatású zenei albuma. A Rolling Stone magazin 2003-ban összeállított, minden idők 500 legjobb albumát felsoroló listáján az első helyen végzett, az angol hanglemezgyártók szövetsége (British Phonographic Industry) listája szerint pedig 2006-ig a világon eladott összes lemez közül ez a második legnagyobb példányszámban elkelt album. Szerepel az 1001 lemez, amit hallanod kell, mielőtt meghalsz című könyvben is. Felvételei 1966. december 6-án kezdődtek, és 129 napig tartottak. Az Egyesült Királyságban 1967. június 1-jén, az USA-ban egy nappal később, június 2-án jelent meg.
Megjelenésekor azonnali sikert aratott a kritikusok és a rajongók körében egyaránt. Minden tekintetben újító volt: a dalok és a hangszerelés újszerűségét, szerkezetét, a felvételi eljárásokat és a borítót tekintve is. Hatása majdnem minden utána megjelent albumon érződött.

## Háttér
A Beatles kísérletező korszaka 1965-ös Rubber Soul című albumukkal kezdődött. Ezalatt új hatásokkal (a hindu filozófia, különböző drogok, leginkább marihuána és LSD) és hangszerekkel (hagyományos komolyzenei hangszerek és a szitár 1965-től, a Mellotron 1966 végétől és a szintetizátor 1969-ben) gyarapodott zenei világuk, melyek segítségével képesek voltak az egyszerű popnál sokkal művészibb zenét csinálni.
A Sgt. Pepper’s Lonely Hearts Club Band a korai beatlemánia hanyatlása idején készült el. A The Beatles belefáradt a folyamatos turnézásba: a „nagyobbak vagyunk, mint Jézus” vita óriási felháborodást keltett az amerikai Bibliaövezetben, ahol lemezeiket nyilvánosan elégették, a rádiók pedig bojkottálták dalaikat; a fülöp-szigeteki turné után Ferdinand Marcos emberei tettleg bántalmazták a zenekar tagjait és kísérőiket a manilai repülőtéren, mert nem fogadták el az elnök meghívását egy fogadásra. Mindezek után a Beatles 1966-ban felhagyott a koncertezéssel. Miután a négy zenészt egy teherautó rakterében kellett kicsempészni egy koncert helyszínéről, még a koncertezéshez leginkább ragaszkodó Paul McCartneynak is elege lett. Utolsó koncertjüket a San Franciscó-i Candlestick Parkban adták 1966. augusztus 29-én. Ezután a Beatles stúdiózenekarként folytatta pályafutását (leszámítva az 1969. január 30-án adott tetőkoncertet).
A turnék befejeződése – karrierjük során először – a szükségesnél is több időt biztosított a következő album felvételére. Mivel a Beatles Nagy-Britannia legsikeresebb popzenekara volt és ők hozták a legtöbb hasznot az EMI-nak, szinte bármikor és bármeddig használhatták az Abbey Road Studiost. Mind a négyen szerették a hosszú, éjszakába nyúló felvételeket, de a stúdióban mindig fegyelmezetten és eredményesen dolgoztak. Ahogy Mark Lewinsohn írja a Beatles stúdiómunkáiról szóló könyvében, az egyik legnagyobb erősségük a felvételek során Ringo Starr volt: nagyon megbízható volt és legtöbbször már elsőre sikerült jól felvenni a dobszólamokat.
Paul McCartney két albumot nevezett meg, melyek a legnagyobb hatást gyakorolták a Sgt. Pepperre: a The Beach Boys Pet Sounds és Frank Zappa Freak Out! című albumát.
A következő album, a Magical Mystery Tour dalai stílusukban nagyon hasonlóak a Sgt. Pepper dalaihoz, de 1968-ban, két év pszichedelia után a zenekar visszatért a hagyományosabb zenei formákhoz. Néhány dal, amit a Sgt. Pepper felvételei idején vagy néhány hónappal azután rögzítettek, a Magical Mystery Touron, három másik pedig a Yellow Submarine című, az azonos című rajzfilmhez készült filmzene-albumon jelent meg ("Only a Northern Song", "Hey Bulldog", "It's All Too Much").
1966 és 1967 fordulóján felvettek két dalt, amelyek nem kerültek fel a Sgt. Pepperre: ezek a Strawberry Fields Forever és a Penny Lane. Mivel akkor már viszonylag régen nem jelent meg új kislemez és a turnézást is abbahagyták, George Martinra nagy nyomás nehezedett mind az EMI, mind pedig a Capitol részéről. Vonakodva bár, de 1967. február 17-én (az USA-ban 13-án) megjelent a két A-oldalas kislemez. A Beatles szokásainak megfelelően Nagy-Britanniában a két dal nem jelent meg nagylemezen (ezt a döntését Martin a mai napig bánja), viszont a Magical Mystery Tour amerikai nagylemez változatán három másik kislemezdallal szerepeltek (Nagy-Britanniában a Magical Mystery Tour dupla középlemez formátumban jelent meg, hat dallal).

## Felvételek
Az album felvételének idejére a zenekar zenei érdeklődése sokat fejlődött, az R&B, a pop és a rock and roll mellett rengeteg új hatás érte őket. Sok új hangszerrel ismerkedtek meg, például a Hammond-orgonával és az elektromos zongorával; hangszerelésük ekkorra már nagyon sokrétűvé vált: vonósok, réz- és fafúvósok, ütősök és egzotikus hangszerek egész sora szerepelt dalaikban, élükön a szitárral. McCartney – bár még mindig nem tudott kottát olvasni – a The Family Way című filmhez írt zenét (lásd a filmzenealbumot) George Martin segítségével, amiért egy Ivor Novello-díjat kapott.
A Beatles új hangtorzító eszközöket is használt, például a wah-wah pedált és a fuzzboxot, melyeket saját kísérletező ötleteikkel egészítettek ki (például a felvett hangot egy Leslie speakeren küldték át). Még egy fontos újítás volt, hogy McCartney basszusszólamait „vonalról” vették fel, vagyis a hangszer kimeneti jelét közvetlenül a keverőpultba vezették ahelyett, hogy mikrofont használtak volna. Míg a mikrofonos eljárás természetesebb hangzást eredményezett, McCartney újítása a basszusgitárnak egészen más hangzást adott. A leggyakrabban alkalmazott megoldás általában az volt, hogy a basszusgitár szólamát vették fel utoljára, az erősítőt a stúdió közepére állították, a mikrofont pedig néhány centiméterre tőle helyezték el.
A Sgt. Pepper felvételeinek ideje sok fontos zenei újítás felfedezésével esett egybe, melyek nem csak a Beatles kreativitását dicsérik. Bob Dylan, Frank Zappa, Phil Spector és Brian Wilson munkái kitágították a dalszerzés és a felvételi technikák lehetőségeinek határait. A stúdió- és felvételi technikák addig is magas színvonalat értek el, de még nagyobb fejlődésre is volt lehetőség. A dalszerzés régi hagyományai elavultak, a dalszövegek összetettebbé váltak és a dalok is hosszabbak lettek (például Bob Dylantől a Like a Rolling Stone, a Desolation Row és a Sad-Eyed Lady of the Lowlands).

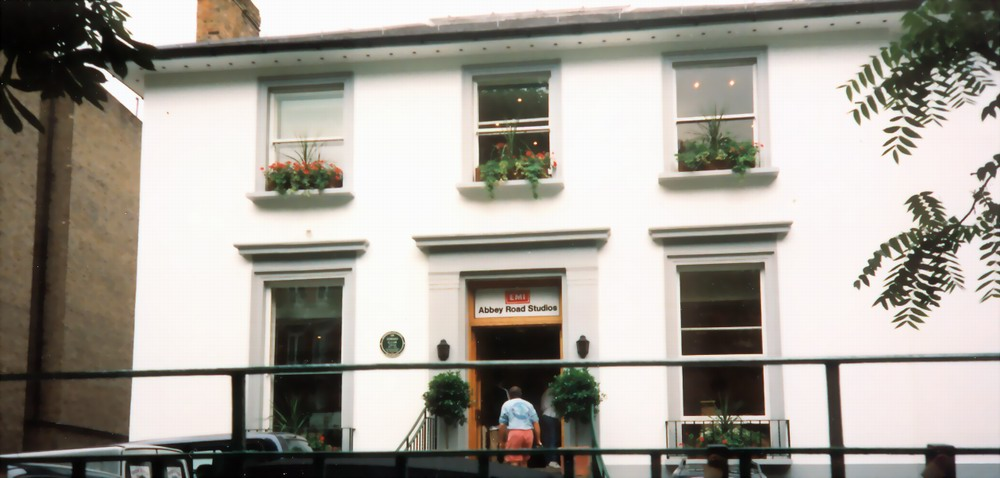
A legendás EMI-stúdió a londoni Abbey Road-on

Mióta 1949-ben megalkották az első, felvételre alkalmas mágneses szalagot, a soksávos felvételi technika rohamosan fejlődött. Az album felvételeinek idején az USA-ban már 8 sávos keverőpultokat használtak, de ezek csak 1967 vége felé jelentek meg a londoni stúdiókban.
A Sgt. Pepper dalait az Abbey Roadon vették fel monó, sztereó és 4 sávos technikát használva. Mint az előző néhány album esetében, itt is fontos szerepet kapott a „részösszeírás”-nak nevezett folyamat: ennek során két vagy több felvételi sáv tartalmát összekeverve átjátszották egy üres sávra, hogy az eredeti sávokat további felvételek készítésére szabadítsák fel (minél több sáv állt rendelkezésre, annál kevésbé volt szükség részösszeírásra). Ezzel az eljárással az abbey road-i hangmérnökök egy virtuális, soksávos stúdiót hoztak létre a zenekarnak, mivel az Abbey Roadon akkor még nem volt 8-, 16-, vagy 24 sávos keverőpult.
A rájátszások során keletkező háttérzaj komoly fejtörést okozott a hangmérnököknek. Az Abbey Road című album az elsők között volt, melyen a Dolby zajcsökkentő rendszert használták. Ez az album a hang tisztasága, valószerűsége és a dalok közötti átúszások tökéletes illeszkedése miatt mérföldkő marad a hangfelvétel technikájának fejlődésében. Sok, a bakeliteken alig hallható apró részlet a későbbi CD-kiadásokon jól hallható.
A mágnesszalag alkalmazása sok hangszer és effekt használatát újította meg. Legismertebb a szalag-alapú billentyűs mintavevő (például a Mellotron); az effektek közül a „flanging” (George Martin szóalkotása) és a „phasing” (fáziseltolódás), valamint a visszhang és a zengetés.
Több, akkor újdonságnak számító effektet is használtak a Sgt. Pepper felvételén. Az egyik legfontosabb az ADT (automatic double tracking – automatikus duplázás) volt, mely a hang egyidejű és folyamatos duplázására szolgált. Bár régen felismerték, hogy ADT-vel sokkal jobb hangminőséget lehet elérni (főleg gyengébb énekesek esetében), később már kötelezőnek tekintették, így az eljárás ellaposodott.
Az ADT-t az EMI hangmérnöke, Ken Townshend találta ki kifejezetten a Beatles számára, leginkább Lennon miatt, aki nem szerette a rájátszásokat és többször is mondta, hogy szeretne valami megoldást. Az ADT rövid idő alatt széles körben elterjedt.
Fontos volt még a „varispeed” effekt, melynek segítségével a soksávos magnón változtatni lehetett a szalag sebességét, ezzel együtt minden felvett hang magasságát. A Beatles ezt az effektet leginkább az énekhang módosítására használta. A vokál felgyorsítása („twicking” – csípés és csavarás) szintén széles körben elterjedt. Az effektet az alsó szólamokon is használták (például a "Lucy in the Sky with Diamonds"-ban), hogy „vaskosabb” és szórtabb hangzást kapjanak.
Még egy újítás, hogy az album (az eredeti nagylemez és ennek CD változatai) elég furcsa módon ér véget: egy 16 kHz frekvenciájú hanggal (Lennon tanácsára, hogy „bosszantsa a kutyákat”), amit egy végtelenített szalag követ.
Ennek a szalagnak a hangjai máig vita tárgyát képezik, sokan titkos üzenetnek tartják. Ám valójában nem hangzik többnek, mint néhány véletlenszerűen kiválasztott szalag visszafelé játszva. A CD változaton ez néhány másodperc után elúszik. Az effekt tartalmának nagy része megfejthetetlen, bár hallani lehet egy felgyorsított hangot (talán McCartney), amint ezt mondja: „never could see any other way” ("többé sosem lehet" vagy "soha nem láthatok más utat").

### Hangszerelés
A Sgt. Pepper-re jellemző a hangszerek gondosan kidolgozott szólama – például a klarinétegyüttes a "When I’m Sixty-Four" című dalban – és a stúdióeffektek nagymértékű használata, mint például a visszhang, a zengetés és a visszafelé lejátszott szalagok. Ezek létrehozásában nagy szerepe volt George Martinnak és a hangmérnököknek.
A felvételek alatti néhány nézeteltérés egyike a "She’s Leaving Home" felvétele közben jelentkezett: McCartney csalódott volt, amikor Martinnak más elfoglaltsága akadt és nem ért rá megcsinálni egy hangszerelést; ezért a munkát egy szabadúszó karmesterre, Mike Leanderre bízta – a zenekar történetében először és utoljára fordult elő, hogy más karmesterrel dolgozott, kivéve néhány nagyzenekari rájátszást a Magical Mystery Tour című filmhez (Lewinsohn szerint 1967. október 12-én), amelyet szintén Leander vezényelt le.
Még egy izgalmas példa az album szokatlan felvételi technikáira Lennon "Being for the Benefit of Mr. Kite!" című dala, amely az album első oldalát zárja. A dalszöveg szinte szóról szóra megegyezik egy régi cirkuszi plakát szövegével, amelyet Lennon egy kenti régiségboltban vett. Az ezt követő hangkollázs, ami a dal sajátos hangulatát adja, Martin és a hangmérnökök műve. Több calliope és gőzorgona hangfelvételét gyűjtötték össze, felvagdosták, összekeverték, majd véletlenszerűen összerakták őket, így egy hosszú szalaghurkot kaptak, amit az utolsó keverésnél adtak a dalhoz.
A második oldal nyitódala, a "Within You Without You" elég hosszú egy korabeli popdalhoz képest, és csak George Harrison és Londonban élő indiai zenészek egy csoportja, valamint hegedűsök és csellisták szerepelnek rajta. Ezeket a rock and rolltól való elrugaszkodásokat nagyban elősegítette a turnézás abbahagyása, a lehetőség profi stúdiózenészek alkalmazására és George Harrison egyre növekvő érdeklődése India és az indiai zene iránt (órákat is vett Ravi Shankar szitárművésztől).

## A borító
Lásd még: A Sgt. Pepper’s Lonely Hearts Club Band borítóján szereplő alakok listája
A Grammy-díjjal jutalmazott borító Robert Fraser és McCartney közös munkája, a terveket Peter Blake, a fotót pedig Michael Cooper készítette, és híres emberek kartonból kivágott, színes, életnagyságú képei láthatóak rajta; a popzene történetében először a dalok szövege is rajta volt a hátsó borítón. Maga a The Beatles pedig Bors őrmester zenekarának jelmezébe, szaténből készült, színes katonai egyenruhákba öltözött. A ruhákon látható jelvények, kitüntetések:
- Az Ontario Megyei Rendőrség jelvénye Paul egyenruhájának jobb ujján
- Az a Brit Birodalom Rendje (MBE) érmek Paul és George kabátján
- Az Egyesült Királyság Királyi Címere John ruhájának jobb oldalán

Robert Fraser művészeti vezető híres londoni műkereskedő és az Indica Galéria vezetője volt. Szoros barátságot kötött McCartneyval, és csak az ő tanácsára vetették el eredeti borítótervüket, egy pszichedelikus festményt, amelyet a The Fool nevű csoport készített volna el.
Fraser a modern brit képzőművészet egyik legsikeresebb személyisége volt az 1960-as években és azután is. Azt mondta, hogy a The Fool munkája nem elég jó és hogy a designjuk nemsokára kimegy a divatból. Meggyőzte McCartneyt, hogy ne velük csináltassa meg a borítót, és felajánlotta segítségét a munkában; ő javasolta, hogy alkalmazzanak egy elismert képzőművészt, ezért bemutatta a zenekarnak Peter Blake-et, aki a feleségével közösen elkészítette a híres borítót, amit „Az emberek, akiket szeretünk” címen is ismernek.
Blake szerint az eredeti ötlet az volt, hogy fényképezzék le Bors őrmester zenekarát, amint egy parkban játszanak; ebből alakult ki fokozatosan a borító ma ismert formája: a Beatles Bors őrmester zenekaraként, körülöttük példaképeik életnagyságú kartonfiguráival. Mellettük volt a négy zenész viaszfigurája, melyeket a Madame Tussaud panoptikumából kértek el, ezeken úgy néztek ki, mint az 1960-as évek elején.
A kollázsban több, mint 70 híres ember szerepelt, írók, zeneszerzők, filmszínészek és (Harrison kérésére) több indiai guru. Ringo Starr nem szólt bele a borító munkálataiba. A végleges elrendezésnél rajta volt Marlene Dietrich, Terry Southern író, Bob Dylan, Aleister Crowley, Edgar Allan Poe, Oscar Wilde, Marlon Brando, Stan Laurel és Oliver Hardy és a sokat vitatott humorista, Lenny Bruce. Ott volt még a Beatles eredeti basszusgitárosának, Stuart Sutcliffenek a képe is.
Az album csomagolása volt az egyik első „kinyitható” borító, ki lehetett nyitni, mint egy könyvet, és a sárga háttér előtt, katonai ruhákban látható zenekar képe tárult a hallgató szeme elé. Ez azért volt, mert a Beatles eredetileg egy dupla albumot akart kiadni. A borítót terveit már a nyomdába adták, amikor rájöttek, hogy csak egy albumra elegendő dal van kész.
Az album egy oldalnyi kivágható képpel jelent meg, melyek a következők voltak:
SGT. PEPPER
CUT-OUTS
1. Moustache (Bajusz)
2. Picture Card (Képeslap)
3. Stripes (Sávok)
4. Badges (Jelvények)
5. Stand Up (Bors őrmester zenekarának tagjai egymás mellett állnak)

Az album legkorábban kiadott darabjainak belső borítóján egy különleges pszichedelikus rajz volt, melyet a The Fool készített.
A kollázs kapcsán az EMI-nak jogi problémái akadtak, mivel a kollázsban szereplő, akkor még élő emberek engedélyét meg kellett szerezni. Mae West először nem egyezett bele, mondván „Mit csinálnék egy magányos szívek klubjában?” – de meggondolta magát, miután a Beatles levelet írt neki. Leo Gorcey színész pénzt kért, ezért a képét levették a borítóról. Az EMI kérésére Gandhi képét is le kellett venni, mivel attól tartottak, hogy indiai leányvállalatukat támadások érhetik. John Lennon – talán viccből – Jézus és Adolf Hitler képét is rá akarta tenni a borítóra, ám végül ezeket is leszedték, mivel féltek egy újabb botránytól. A legtöbb javaslat a borítón szereplő személyekre McCartneytól, Lennontól és Harrisontól, valamint Blaketől és Frasertől származott (Ringo azt mondta, neki jó az, amit a többiek jónak tartanak). A Rolling Stones-os póló a Shirley Temple-babán Cooper Adam nevű fiáé volt.
A jácintokból kirakott gitárt a virágokat hozó kifutófiú készítette. Bár sokáig azt hitték, hogy néhány növény marihuána volt, ez nem igaz.
A kollázst Blake és felesége Michael Cooper londoni stúdiójában készítette el, 1967 márciusának utolsó két hetében. A borító fényképét Cooper 1967. március 30-án, egy háromórás, esti fotózáson készítette. McCartney elismerte, hogy a fotózás alatt a Beatles két tagja épp „utazott”, LSD hatása alatt volt. A borító készítésének költsége 2867 font, 25 schilling és 3 penny volt – ez akkoriban horribilis összeg volt, egy hagyományos borító költségeinek százszorosa.
A borító egyik leghíresebb paródiája Frank Zappa és a The Mothers of Invention We’re Only in It for the Money című albumának borítója (McCartney először letiltotta Zappáék borítóját, de később megenyhült, és engedélyezte).

## Zenei stílus
A Beatles a Sgt. Pepperrel olyan albumot akart készíteni, mely anélkül lenne sikeres, hogy turnéra indulnának a dalaival – az előző években már forgattak promóciós filmeket (korai videóklipeket), amikor nem tudtak az USA-ban fellépni (például "We Can Work It Out", "Paperback Writer", "Penny Lane").
McCartney állt elő azzal az ötlettel, hogy találjanak ki maguknak egy új karaktert, és vegyenek fel egy albumot, amelyen ez a kitalált zenekar ad koncertet. Az álcázás és a személyiség megváltoztatása iránt mind a négyen érdeklődtek, hiszen a világ legismertebb emberei közé tartoztak.
Ez az ismertség vonta maga után azt, hogy bajuszt, szakállat és egyre hosszabb hajat növesszenek, és ez inspirálta a színpompás Bors őrmester-egyenruhákat. McCartneyról tudták, hogy gyakran jár álruhában, és hogy mind a négyen használtak álneveket utazásaik során.
Az album a címadó dallal kezdődik, melyben maga Bors őrmester zenekara mutatkozik be; a dal a zenekarvezető, Billy Shears (Ringo Starr) bemutatásába megy át, aki elénekli, milyen jó egy kis segítség a barátoktól ("With a Little Help from My Friends"). A címadó dal repríz változata az eredeti album második oldalán volt hallható (az "A Day in the Life" előtt); ez nagyjából egy könyv epilógusához hasonlítható.
Ennek ellentmond, hogy az első két dal felvétele után nem ragaszkodtak mereven az eredeti koncepcióhoz. Lennon azt mondta, hogy az általa írt daloknak nem sok közük van az eredeti elképzeléshez. Mivel az album dalai nem egyetlen témát járnak körbe, nem lehet elmondani, hogy az album témája egységes lenne. Ennek ellenére a felépítés, a dalok egymásba úszása és a keretes szerkezet miatt az albumot sokan az első korai koncepcióalbumnak tartják.
A The Beatles állandó marihuánafogyasztása és növekvő LSD adagjai nagy hatást gyakoroltak az album stílusára és hangzására; szándékosan keresték a pszichedelikus hatást tükröző effekteket és témákat. A záródalban, az A Day in the Life-ban (az egyik utolsó nagyobb Lennon-McCartney kompozíció) elhangzik az „I’d love to turn you on” sor – a „turning on” elterjedt szó volt a drogosok körében, a „repülést” értették alatta. Ám ha az egész mondatot nézzük, nagyjából így lehetne fordítani: „Szeretnélek feldobni, stimulálni, bekapcsolni…”. A "With a Little Help from My Friends" énekese többször kijelenti, hogy barátai segítségével gyakran száll magasan. A „take some tea” (szó szerint „teázni”; a "Lovely Rita" című dalban; akkoriban a „fű” szinonimája volt) és a „digging the weeds” (szó szerint „gyomlálni”; a "When I’m Sixty-Four" című dalban a weed szintén a „fű” szinonimája lehet) szintén drogos utalásoknak tűnhetnek.
A "Lucy in the Sky with Diamonds" című dal jelentésére rengeteg feltevés született. A dal egy szürrealista álombeli tájat fest le, melyet Lennon fiának, Juliannek egy rajza inspirált. Sok vitát kavart az a feltételezés, hogy a refrénekben ismételgetett cím az LSD-re utaló kód lenne (Lucy in the Sky with Diamonds), bár ezt Lennon mindig tagadta. Julian, McCartney, Harrison és Starr alátámasztotta Lennon történetét (Starr azt mondta, hogy látta a képet), a kép újságokban is megjelent. Ám 2004-ben McCartney egy újságnak adott interjúban ezt mondta: „…Lucy in the Sky, elég egyértelmű. …de nem akartuk elrontani azzal, hogy állandóan ezen agyaljunk.”
További viták zajlanak a kritikusok és a rajongók között a drogos utalások jelentéséről és fontosságáról. Néhány értelmezés a drogok használatát állította a középpontba, mintha az egész album erről szólna. Sheila Whitely és néhány más kritikus az LSD használatot tekinti az album alapgondolatának. A legtöbb kritikus elfogadja a drogos utalásokat, de az album jelentését nem korlátozza pusztán ezekre. Georgy Melly azt állítja, hogy néhány dal, például az "A Day in the Life" a drogos kultúra tagadásaként is értelmezhető.
Az album záródala, az epikus "A Day in the Life" egy hosszú, kaleidoszkópszerű darab, mely több egymástól különböző részből áll. A naplóstílust és a képi világot azok az események ihlették, melyek akkoriban Lennont foglalkoztatták.
Az első versszak burkoltan Tara Browne, a Guinness-vagyon fiatal örökösének és a Beatles ismerősének a halálára utal; Browne nem sokkal korábban egy autóbalesetben halt meg, erre utal a „He blew his mind out in a car, he didn't notice that the lights had changed” („Egy autóban lehelte ki a lelkét, nem vette észre, hogy a lámpa piros lett”) sor. A második versszak „The English Army had just won the war” („Az angol sereg most nyerte meg a háborút”) sorában Lennon Richard Lester How I Won the War (Hogyan nyertem meg a háborút?) című filmjében való szereplésére céloz (Gripweed őrmester).
A középső részt McCartney írta, ez volt az utolsó nagyobb dal, melyben ő és Lennon egyenrangú partnerként működött közre.
Bár a BBC azt állította, hogy a dal a kábítószereket támogatta (ezért letiltották a rádióban való sugárzását), Lennon és McCartney tagadta ezt a vádat.
1967. február 10-én, az utolsó felvételi ülésen a nagyzenekari rájátszásokat vették fel a londoni szimfonikusok negyventagú zenekarával, amit McCartney vezényelt. A Beatles több vendéget is meghívott az eseményre, például Donovant és a Rolling Stones tagjait. McCartney és mások filmfelvételeket is készítettek az eseményekről, melyek a The Beatles Anthology videóban is láthatóak.

## Kritikai fogadtatás
A Sgt. Pepper megjelenésekor egyaránt népszerűvé vált a rajongók és kritikusok körében. 1967 júniusában rengeteg kritika jelent meg a sajtóban, melyek általában véve nagyon pozitívak voltak. Kenneth Tynan, a The Times kritikusa ezt írta: „meghatározó pillanat a nyugati civilizáció történetében”. Mások, például Richard Poirier és Geoffrey Stokes hosszabban dicsérték az albumot; Stokes ezt írta: „a Sgt. Peppert hallgatva az ember nem pusztán a populáris zene történetére, hanem a 20. század történetére gondol”. Az egyik ismert kritikus, aki nem kedvelte az albumot, Richard Goldstein, a The New York Times kritikusa volt; ő ezt írta: „Mint egy elkényeztetett kisgyerek, ez az album el van rontva. Érezni rajta a kürtök, szájharmonikák, a harmonika-kvartettek, a válogatott állathangok és a 41 tagú nagyzenekar bűzét” és hogy az album „tele van speciális effektekkel, elkápráztató, de hamis” (1967. június 18.). (The Beatles: Sgt. Pepper’s Lonely Hearts Club Band by Allan F Moore, Cambridge University Press)
A megjelenést követő napokban Jimi Hendrix játszani kezdte a címadó dalt; első előadásán Lennon és McCartney is ott volt, és nagyon tetszett nekik Hendrix egyedülálló verziója. A The Twilights nevű ausztrál zenekar – Londonban vettek egy példányt az albumból – szinte hangról hangra játszotta koncertjein az album dalait, hetekkel az ausztrál kiadás megjelenése előtt.
Az album 1967-ben két Grammy-díjat nyert, az év legjobb albuma és a legjobb kortárs album kategóriájában.
Rengeteg listán szerepelt, többek között a Rolling Stone, Bill Shapiro, az Alternative Melbourne, Rod Underhill és a VH1 listáján. 1997-ben a HMV, a Channel 4, a The Guardian és a Classic FM rendezte 'Music of the Millennium' szavazáson az első lett. 1998-ban a Q magazin olvasói a 7., 2003-ban a VH1 nézői a 10. helyre juttatták. Szintén 2003-ban a Rolling Stone 500-as listáján az első helyet szerezte meg.
Megjelenése után sokat kritizálták az albumot azokért a divatokért, amelyeket elindított. Egyesek azért, mert a zenekarok egyre több időt és pénzt áldoztak emelkedett hangvételű koncept albumok felvételére, mások a rockzenészek látszólagos dekadenciája miatt. Több kritikus szerint más albumok, például a Revolver sokkal jobbak.

## A monó változat
A Beatles az albumot monó keveréssel készítette el, de az abbey road-i hangmérnökök egy sztereó keverést is készítettek, és mind a kettőt megjelentették (ma már csak a sztereó kapható). A két változat alapvetően különböző. Például a "She’s Leaving Home" sztereó változatának alacsonyabb a hangmagassága és kicsit lassabb is, mint az eredeti felvétel. Hasonlóképpen a "Lucy in the Sky with Diamonds" monó változata lassabb a sztereónál és a visszhang is erősebb rajta. McCartney süvöltő hangja a "Sgt. Pepper’s Lonely Hearts Club Band (Reprise)" végén (közvetlenül az "A Day in the Life" előtt) a sztereó változattal ellentétben a monóban tisztán hallható. Szintén a sztereó keverésben a "Good Morning Good Morning" végén hallható átúszás (a kotkodácsolásból gitárhang lesz) is más, és a "Sgt. Pepper’s Lonely Hearts Club Band (Reprise)" elején a közönség is hallható. Még sok más különbség is előfordulhat.

## Az album dalai
- A Sgt. Pepper’s Lonely Hearts Club Band volt az első Beatles-album, melynek brit és amerikai kiadásán megegyezett a dalok sorrendje (bár az amerikai kiadáson nem volt rajta az utolsó dal utáni bejátszás).

| 1. | Sgt. Pepper’s Lonely Hearts Club Band | John Lennon, Paul McCartney | Paul McCartney                | 2:02 |
| 2. | With a Little Help from My Friends    | John Lennon, Paul McCartney | Ringo Starr                   | 2:44 |
| 3. | Lucy in the Sky with Diamonds         | John Lennon, Paul McCartney | John Lennon                   | 3:28 |
| 4. | Getting Better                        | John Lennon, Paul McCartney | Paul McCartney                | 2:48 |
| 5. | Fixing a Hole                         | John Lennon, Paul McCartney | Paul McCartney                | 2:36 |
| 6. | She’s Leaving Home                    | John Lennon, Paul McCartney | Paul McCartney és John Lennon | 2:35 |
| 7. | Being for the Benefit of Mr. Kite!    | John Lennon, Paul McCartney | John Lennon                   | 2:37 |

| 1. | Within You Without You                          | George Harrison             | George Harrison                                | 5:04 |
| 2. | When I’m Sixty-Four                             | John Lennon, Paul McCartney | Paul McCartney                                 | 2:37 |
| 3. | Lovely Rita                                     | John Lennon, Paul McCartney | Paul McCartney                                 | 2:42 |
| 4. | Good Morning Good Morning                       | John Lennon, Paul McCartney | John Lennon                                    | 2:41 |
| 5. | Sgt. Pepper’s Lonely Hearts Club Band (Reprise) | John Lennon, Paul McCartney | Paul McCartney, John Lennon és George Harrison | 1:19 |
| 6. | A Day in the Life                               | John Lennon, Paul McCartney | John Lennon, Paul McCartney                    | 5:39 |

## Kiadások
| Ország                     | Dátum             | Kiadó                  | Formátum             | Katalógus     |
| Nagy-Britannia             | 1967. június 1.   | Parlophone             | Monó nagylemez       | PMC 7027      |
|                            |                   |                        | Sztereó nagylemez    | PCS 7027      |
| USA                        | 1967. június 2.   | Capitol Records        | Monó nagylemez       | MAS 2653      |
|                            |                   |                        | Sztereó nagylemez    | SMAS 2653     |
| Új kiadás az egész világon | 1987. május 19.   | Apple, Parlophone, EMI | CD                   | CDP 7 46442 2 |
| Japán                      | 1998. március 11. | Toshiba-EMI            | CD                   | TOCP 51118    |
| Japán                      | 2004. január 21.  | Toshiba-EMI            | Újrakevert nagylemez | TOJP 60138    |

### Felvételi részletek
Egy rövid áttekintés a felvételekről a dalok felvételi sorrendjében:
- When I’m Sixty-Four. Első felvételi nap: 1966. december 6. az Abbey Road 2. stúdiójában. Az albumra a negyedik felvétel került. Írta: Paul. Ének: Paul. Producer: George Martin. Hangmérnök: Geoff Emerick. Asszisztens: Phil McDonald.
- A Day in the Life. Első felvételi nap: 1967. január 19. az Abbey Road 2. stúdiójában. Az albumra a hatodik és a hetedik felvétel került. Írta: John és Paul. Ének: John és Paul. Producer: George Martin. Hangmérnök: Geoff Emerick. Asszisztens: Richard Lush, Phil McDonald. Munkacím: „In the Life of…”.
- Sgt. Pepper's Lonely Hearts Club Band. Első felvételi nap: 1967. február 1. az Abbey Road 2. stúdiójában. Az albumra a tizedik felvétel került. Írta: Paul. Ének: Paul. Producer: George Martin. Hangmérnök: Geoff Emerick. Asszisztens: Richard Lush.
- Good Morning Good Morning. Első felvételi nap: 1967. február 8. az Abbey Road 2. stúdiójában. Az albumra a tizenegyedik felvétel került. Írta: John. Ének: John. Producer: George Martin. Hangmérnök: Geoff Emerick. Asszisztens: Richard Lush.
- Fixing a Hole. Első felvételi nap: 1967. február 9. a Regent Sound Studioban, később az Abbey Roadon fejezték be. Az albumra a harmadik felvétel került. Írta: Paul. Ének: Paul. Producer: George Martin. Hangmérnök: Adrian Ibbetson (Regent Sound), Geoff Emerick. Asszisztens: Richard Lush.
- Being for the Benefit of Mr. Kite!. Első felvételi nap: 1967. február 17. az Abbey Road 2. stúdiójában. Az albumra a kilencedik felvétel került. Írta: John. Ének: John. Producer: George Martin. Hangmérnök: Geoff Emerick. Asszisztens: Richard Lush.
- Lovely Rita. Első felvételi nap: 1967. február 23. az Abbey Road 2. stúdiójában. Az albumra a tizenegyedik felvétel került. Írta: Paul. Ének: Paul. Producer: George Martin. Hangmérnök: Geoff Emerick. Asszisztens: Richard Lush.
- Lucy in the Sky with Diamonds. Első felvételi nap: 1967. február 28. az Abbey Road 2. stúdiójában. Az albumra a nyolcadik felvétel került. Írta: John. Ének: John. Producer: George Martin. Hangmérnök: Geoff Emerick. Asszisztens: Richard Lush.
- Getting Better. Első felvételi nap: 1967. március 9. az Abbey Road 2. stúdiójában. Az albumra a tizenötödik felvétel került. Írta: Paul. Ének: Paul. Producer: George Martin. Hangmérnök: Malcolm Addey, Geoff Emerick, Ken Townsend, Peter Vince. Asszisztens: Graham Kirkby, Richard Lush, Keith Slaughter.
- Within You Without You. Első felvételi nap: 1967. március 15. az Abbey Road 2. stúdiójában. Az albumra a második felvétel került. Írta: George. Ének: George. Producer: George Martin. Hangmérnök: Geoff Emerick. Asszisztens: Richard Lush.
- She’s Leaving Home. Első felvételi nap: 1967. március 17. az Abbey Road 2. stúdiójában. Az albumra a kilencedik felvétel került. Írta: Paul és John. Ének: Paul. Producer: George Martin. Hangszerelés: Mike Leander. Hangmérnök: Geoff Emerick. Asszisztens: Richard Lush, Keith Slaughter.
- With a Little Help from My Friends. Első felvételi nap: 1967. március 29. az Abbey Road 2. stúdiójában. Az albumra a tizenegyik felvétel került. Írta: John és Paul. Ének: Ringo. Producer: George Martin. Hangmérnök: Geoff Emerick. Asszisztens: Richard Lush. Munkacím: „Bad Finger Boogie”.
- Sgt. Pepper’s Lonely Hearts Club Band (Reprise). Első felvételi nap: 1967. április 1. az Abbey Road 1. stúdiójában. Az albumra a kilencedik felvétel került. Írta: Paul. Ének: John, Paul, George és Ringo. Producer: George Martin. Hangmérnök: Geoff Emerick. Asszisztens: Richard Lush.

## Helyezések

### Album
| Év   | Lista             | Helyezés |
| ---- | ----------------- | -------- |
| 1967 | Pop Albums        | 1        |
| 1984 | The Billboard 200 | 141      |

### Kislemezek
| Év   | Kislemez                                                                     | Lista       | Helyezés |
| ---- | ---------------------------------------------------------------------------- | ----------- | -------- |
| 1978 | "Sgt. Pepper’s Lonely Hearts Club Band"/"With A Little Help From My Friends" | Pop Singles | 71       |

## Díjak

### Grammy-díjak
| Év   | Nyertes                               | Díj                          |
| ---- | ------------------------------------- | ---------------------------- |
| 1967 | Sgt. Pepper’s Lonely Hearts Club Band | Az év albuma                 |
| 1967 | Sgt. Pepper’s Lonely Hearts Club Band | Legjobb lemezborító          |
| 1967 | Sgt. Pepper’s Lonely Hearts Club Band | Legjobb könnyűzenei felvétel |
| 1967 | Sgt. Pepper’s Lonely Hearts Club Band | Legjobb könnyűzenei album    |

### Grammy-jelölések
| Év   | Jelölt                                | Díj                                                    |
| ---- | ------------------------------------- | ------------------------------------------------------ |
| 1967 | Sgt. Pepper’s Lonely Hearts Club Band | Group Vocal Performance                                |
| 1967 | Sgt. Pepper’s Lonely Hearts Club Band | Contemporary Vocal Group                               |
| 1967 | "A Day in the Life"                   | Best Instrumental Arrangement Accompanying Vocalist(s) |

## Külső hivatkozások
- Az album dalszövegei
- Rolling Stone magazin